# ポール・ゲイテン
ポール・ゲイテン（Paul Gayten、1920年1月29日 – 1991年3月26日）は、米国のR&Bピアニスト、ソングライター、プロデューサー、レコード会社幹部であった。

## 来歴
ゲイテンは、ブルース・ピアニストのリトル・ブラザー・モンゴメリーの甥としてルイジアナ州タンジパホア郡ケントウッドに生まれた。十代の頃から、彼は地元のバンドに参加してピアノを弾くかたわら、自らのグループ、ポール・ゲイテンズ・シズリング・シックスを結成する。このバンドはビバップのサクソフォーン奏者、テディ・エドワーズをフィーチャーしていた。
戦時中、彼はミシシッピ州ビロクシの米軍基地においてバンドリーダーを務めている。その後、彼はニューオーリンズに移住して新たなトリオを結成。クラブ・ロビン・フッドでレギュラー・バンドの地位を得ることとなった。1947年、このトリオはニューオーリンズR&B創成期のヒットとなった2曲「True (You Don't Love Me) 」、「Since I Fell for You」をレコーディング。後者はシンガーのアニー・ローリーをフィーチャーした。2曲とも、ビルボードの全米R&Bチャートのトップ10入りを果たしている。ゲイテンはまた、シンガーのチャビー・ニューサムによるヒット・シングル「Hip Shakin’ Mama」のバックを務めた。
1949年、ゲイテンは自身のコンボを9人編成のオーケストラに拡張しリーガル・レコードと契約した。ここでゲイテンは、ラリー・ダーネルのためにR&Bチャート1位のヒットとなった「For You My Love」を書き、またアニー・ローリーとの再度の共演で「I'll Never Be Free」をレコーディングしている。ゲイテンのオーケストラはときにサクソフォーン奏者のハンク・モブレーやシンガーのリトル・ジミー・スコットを加えながら幅広くツアーをし、ディジー・ガレスピーおよびチャーリー・パーカーらとともにコンサートに出演した。1951年には、ゲイテンはオーケー・レコードに移籍している。
1956年、彼はバンドリーダーとしてツアーに出ることを止め、タレント・スカウト、プロデューサー、プロモーション担当、ソングライター、そしてパートタイムのミュージシャンおよびレコーディング・アーティストとしてチェス・レコードに入社している。彼はクラレンス・"フロッグマン"・ヘンリーを見い出し、1956年、彼の初のヒット曲「Ain’t Got No Home」のプロデュースを担当した。ヘンリーに関しては1961年には彼の最大のヒット曲「But I Do」をボビー・チャールズと共作している。また、ゲイテンはチャールズの「Later Alligator」のプロデュースも担当、そしてチャック・ベリーの「Carol」、「Beautiful Delilah」、「Vacation Time」ではピアノをプレイした。1956年には「The Music Goes Round And Round」で自身のキャリアにおける最大ヒットの一つを記録、その後1957年に「Nervous Boogie」、1958年には「Windy」、そして1959年に「The Hunch」リリースしている。
1960年、彼は妻のオディーとともにロサンゼルスへ移住し、そこでチェスの業務を続けた。1968年、彼は自身のレーベルPzazzを立ち上げてルイ・ジョーダンらをレコーディングしている。彼はその後もロサンゼルスに住み続けたが1978年に引退、同市で1991年3月に71歳で死去している。

## ディスコグラフィー (抜粋：コンピレーション盤)
- 1979年 『Creole Gal』 (Route 66) ※アニー・ローリーとの共同名義LP
- 1989年 『Chess King of New Orleans』 (Chess)
- 1991年 『Regal Records in New Orleans』 (Specialty) ※アニー・ローリーとの共同名義
- 2010年 『Ain't Nothin' Happenin' (Cool Jump Blues 1947–1957)』 (El Toro)
- 2021年 『True (You Don't Love Me) – Early Recordings 1947–1949』 (Jasmine)